# 安徽行政长官列表
下表列出自1911年以来的历任安徽省省长：

## 中华民国时期

### 中华民国北京政府
军政
- 安徽省军政府都督：孙毓筠
- 安徽都督府都督
  - 孙毓筠（1912年3月 - 7月，1912年4月 - 7月由柏文蔚署理）
  - 柏文蔚（1912年7月 - 1913年6月）
  - 孙多森（1913年6月 - 7月）
  - 祁耿寰（护理）
  - 倪嗣冲（1913年7月 - 1914年6月）
- 安武将军督理安徽军务：倪嗣冲（1914年6月 - 1916年4月）
- 定武上将军督理安徽军务：张勋（1916年4月 - 1917年7月，1917年7月 - 9月由倪嗣沖署理）
- 安徽督军府督军
  - 张勋
  - 倪嗣冲（1917年9月 - 1920年6月，1920年9月 - 1921年9月由張文生署理）
  - 张文生（暂署）
  - 张文生（1921年9月 - 1922年10月）
- 督理安徽军务善后事宜：马联甲（1922年10月 - 1924年11月）
- 督办安徽军务善后事宜
  - 王揖唐（1924年11月 - 1925年4月）
  - 郑士琦（1925年4月 - 8月，未赴任，未到任前王揖唐、吴炳湘代理）
  - 姜登选（1925年8月 - 11月）
  - 邓如琢（1925年11月 - 1926年3月）
- 五省联军皖军总司令：陈调元

民政
- 安徽行政公署民政长
  - 柏文蔚
  - 孙多森
  - 祁耿寰（护理）
  - 倪嗣冲
- 安徽省巡按使公署巡按使
  - 倪嗣冲
  - 韩国钧
  - 李兆珍（未到任前徐鼎康督护）
  - 倪嗣冲
- 安徽省长公署省长
  - 倪嗣冲
  - 黄家傑
  - 龚心湛（未到任前刘道章护）
  - 吕调元（未到任前李维源护）
  - 聂宪藩
  - 李兆珍
  - 许世英
  - 阮忠植（护）
  - 吕调元
  - 马联甲
  - 王揖唐
  - 吴炳湘
  - 江绍杰（护）
  - 王普（孙传芳任命）
  - 高世读（孙传芳任命）
  - 何炳麟（孙传芳任命）

### 中华民国国民政府（南京国民政府）
- 安徽省政务委员会主席：陈调元（蒋作宾兼代）
- 安徽省政府主席
  - 陈调元（孙棨代）
  - 方振武（代，吴醒亚代拆代行）
  - 方振武（1929年5月 - 10月，吴醒亚代拆代行）
  - 石友三（1929年10月 - 1930年1月）
  - 王金钰（1930年1月 - 3月，2月起程天放代理）
  - 程天放（代拆代行）
  - 马福祥（1930年3月 - 9月）
  - 陈调元（朱熙暂代）
  - 吴忠信（1932年3月 - 1933年5月）
  - 刘镇华（1933年5月 - 1937年4月）
  - 刘尚清
  - 蒋作宾
  - 李宗仁（1938年1月 - 9月，7月起朱佛定代理）
  - 朱佛定（代行，1938年7月 - 10月）
  - 廖磊（1939年10月之前，未到任前朱佛定代行）
  - 李品仙（1946年4月 - 1948年8月）
  - 夏威（1948年8月 - 1949年3月）
  - 张义纯（1949年3月 - 5月）

### 汪精卫国民政府
- 安徽省政府省长：倪道烺
- 安徽省政府主席：倪道烺
- 安徽省政府省长
  - 高冠吾
  - 罗君强
  - 林柏生

## 中华人民共和国时期

### 安徽省人民政府主席
| 姓名   | 籍贯     | 在任时间             | 曾任最高职务           | 备注                    |
| ------ | -------- | -------------------- | ---------------------- | ----------------------- |
| 曾希圣 | 湖南兴宁 | 1952年8月－1955年3月 | 中共中央华东局第二书记 | 1968年7月15日在北京逝世 |

### 安徽省人民委员会省长
| 姓名  | 籍贯     | 在任时间             | 曾任最高职务 | 备注                   |
| ----- | -------- | -------------------- | ------------ | ---------------------- |
| 黄 岩 | 安徽六安 | 1955年3月－1967年4月 | 安徽省省长   | 1989年6月9日在合肥逝世 |

### 安徽省军事管理委员会主任
| 姓名  | 籍贯     | 在任时间             | 曾任最高职务     | 备注                    |
| ----- | -------- | -------------------- | ---------------- | ----------------------- |
| 钱 钧 | 河南光山 | 1967年4月－1968年4月 | 南京军区副司令员 | 1990年4月13日于南京逝世 |

### 安徽省革命委员会主任
| 姓名   | 籍贯     | 在任时间              | 曾任最高职务         | 备注                     |
| ------ | -------- | --------------------- | -------------------- | ------------------------ |
| 李德生 | 河南光山 | 1968年4月－1973年12月 | 中国共产党中央副主席 |                          |
| 宋佩璋 | 河北临城 | 1975年5月－1977年6月  | 中共安徽省委第一书记 | 1989年12月24日在南京逝世 |
| 万 里  | 山东东平 | 1977年6月－1979年12月 | 全国人大常委会委员长 |                          |

### 安徽省人民政府省长
| 姓名   | 籍贯       | 在任时间               | 曾任最高职务                                  | 备注                    |
| ------ | ---------- | ---------------------- | --------------------------------------------- | ----------------------- |
| 张劲夫 | 安徽肥东   | 1979年12月－1981年3月  | 国务委员、国家经委主任                        | 2015年7月31日在北京逝世 |
| 周子健 | 安徽临泉   | 1981年3月－1983年4月   | 第一机械工业部部长                            | 2003年3月24日在北京逝世 |
| 王郁昭 | 山东文登   | 1983年4月－1987年6月   | 全国政协常委                                  | 2016年7月17日在北京逝世 |
| 卢荣景 | 安徽庐江   | 1987年6月－1989年4月   | 中共安徽省委书记                              |                         |
| 傅锡寿 | 北京市     | 1989年4月－1994年12月  | 全国政协常委                                  | 2015年3月25日在合肥逝世 |
| 回良玉 | 吉林榆树   | 1994年12月－1998年10月 | 中共中央政治局委员，国务院副总理              |                         |
| 王太华 | 江西兴国   | 1998年10月－2000年1月  | 中共中央宣传部副部长 国家广播电影电视总局局长 |                         |
| 许仲林 | 江苏武进   | 2000年1月－2002年10月  | 安徽省省长                                    |                         |
| 王金山 | 吉林公主岭 | 2002年10月－2007年12月 | 中共安徽省委书记                              |                         |
| 王三运 | 山东单县   | 2007年12月－2011年12月 | 甘肅省委書記                                  |                         |
| 李斌   | 遼寧撫順   | 2011年12月－2013年3月  | 全国政协副主席兼秘书长                        |                         |
| 王学军 | 河北南皮   | 2013年3月－2015年6月   | 全国人大教科文卫委员会副主任委员              |                         |
| 李锦斌 | 四川成都   | 2015年6月－2016年9月   | 现任全国人大环境与资源保护委员会副主任委员    |                         |
| 李国英 | 河南禹州   | 2016年9月－2021年2月   | 现任水利部部长                                |                         |
| 王清宪 | 河北永年   | 2021年2月 -            |                                               |                         |